# Lycaena edna
Lycaena edna är en fjärilsart som beskrevs av Doubleday 1843. Lycaena edna ingår i släktet Lycaena och familjen juvelvingar. Inga underarter finns listade i Catalogue of Life.

## Bildgalleri

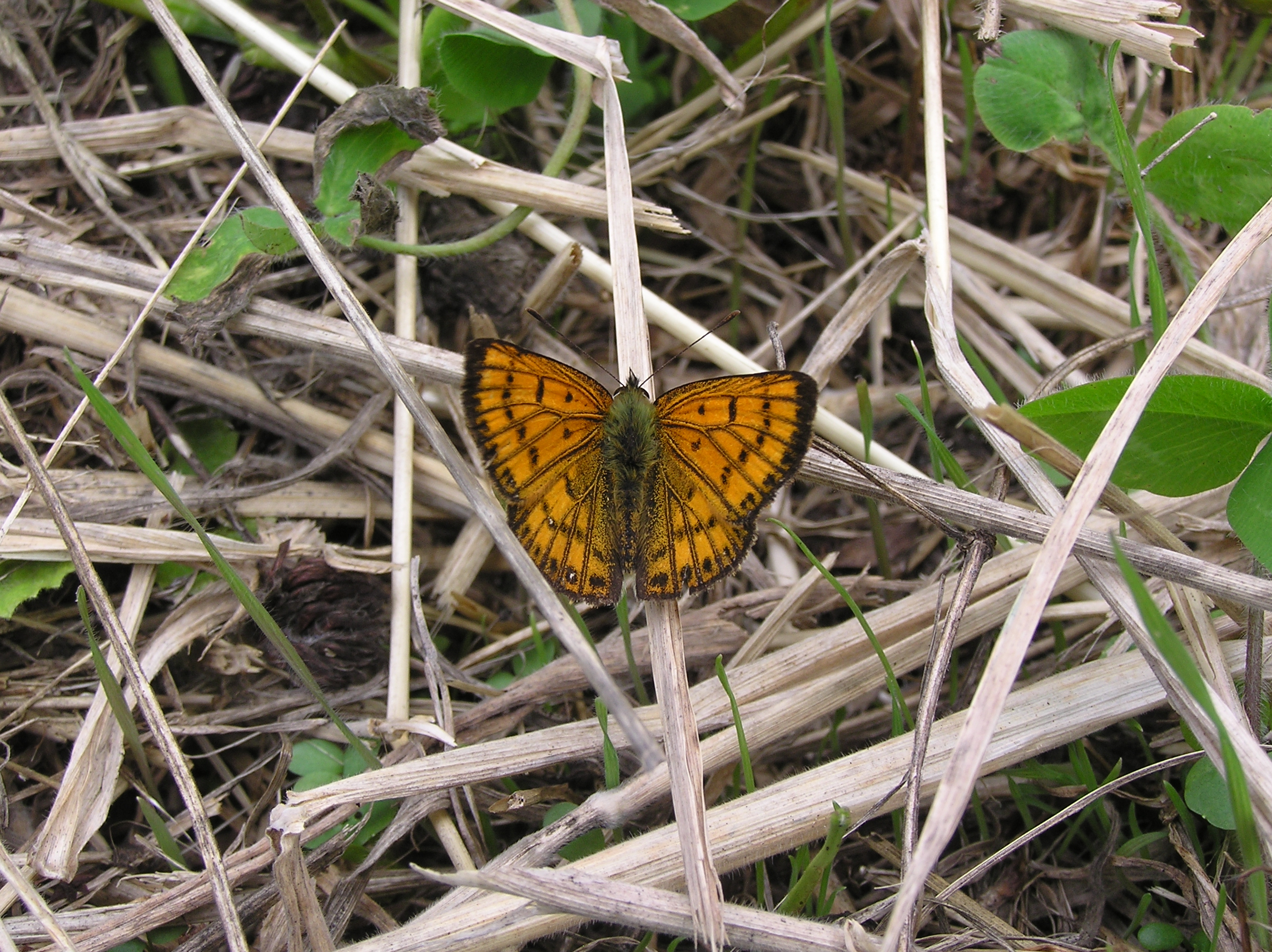